# Gueldenstaedtia taihangensis
Gueldenstaedtia taihangensis är en ärtväxtart som beskrevs av H.B.Cui. Gueldenstaedtia taihangensis ingår i släktet Gueldenstaedtia och familjen ärtväxter. Inga underarter finns listade i Catalogue of Life.